# María Cabezón
María Cabezón (Aranjuez, 15 de enero de 1974) es una exfutbolista española que jugaba de defensa. Desarrolló su carrera en el Atlético de Madrid, donde fue su primera capitana y ascendió desde la última categoría hasta la Primera División. Es responsable de Deporte Federado de la Dirección General de Deportes de la Comunidad de Madrid.

## Trayectoria
Practicó atletismo desde los 9 o 10 años y fue campeona de España en 100 metros vallas en distintas categorías.
Licenciada en Educación Física, tras dos años de dejar el atletismo se incorporó al Coslada Club de Fútbol como preparadora física y María Vargas la convenció para que probase a jugar al fútbol dado que por su pasado como atleta era rápida y fuerte. Tras la disolución del Coslada María Vargas y Lola Romero se reunieron con los dirigentes del Club Atlético de Madrid para dar vida a la sección femenina de fútbol de la entidad, y tras las negociaciones surgió el Atlético Féminas, embrión del actual Club Atlético de Madrid, y las jugadoras del Coslada pasaron a formar parte del nuevo equipo. María Cabezón fue la primera capitana del equipo.
De esta forma en la temporada 2001-2002 se puso en marcha el Atlético Féminas. Acostumbradas a jugar en categorías superiores en su primer año ascendieron a Preferente, y al año siguiente encadenaron un segundo acceso a Nacional. En su primera temporada en Nacional lograron ser campeonas de grupo, pero no subieron de categoría al caer en el play-off de ascenso. En su segunda temporada fueron segundas tras el Sporting Plaza de Argel, y en su tercera temporada en Nacional, la 2005-06, lograron el ascenso a la Primera División.
El equipo logró quedar en mitad de la tabla tras el ascenso y pudieron jugar los cuartos de final de la Copa de la Reina, en la que cayeron ante el Sevilla. En marzo de 2008 María Cabezón sufrió una grave lesión de la que trató de recuperarse para poder jugar la Copa de la Reina al final de la temporada, pero no llegó a tiempo, y acabó retirándose.
Tras su retirada fue preparadora física del Rayo Vallecano y ha jugado a Hockey sobre césped con el que ha sido internacional Master-40. También ha seguido vinculada al fútbol femenino y practicando pádel, donde con su equipo Vital Padel ha ganado los playoff zonales de la categoría 1000 en 2022 y jugó la categoría Grand Slam en la siguiente temporada.